# Charlotte Sophie Höffert
Charlotte Sophie Höffert (verheiratete Schütz) (* 11. März 1809 in Emden; † 8. August 1850 in Braunschweig) war eine herzoglich braunschweigische Hofschauspielerin.

## Leben
Die Eltern von Charlotte Sophie Höffert waren Schauspieler in Emden. Schon als Kind hatte sie erste Auftritte auf der Theaterbühne.
Nach dem frühen Tod ihres Vaters begleitete sie ihre Mutter nach Münster, wo sie von der damals als größte mimische Künstlerin Deutschlands geltenden Henriette Hendel-Schütz in Techniken unterrichtet wurde, die sie in den seinerzeit modischen „lebenden Bildern“ einsetzte. Sie versuchte zunächst eine Karriere als Sängerin, wählte das Fach Opernsoubrette und trat als Zerline in Mozarts Don Giovanni auf. Wegen Problemen mit ihrer Stimme widmete sie sich schließlich ganz dem Sprechtheater.
1824 wurde sie als Schauspielerin am Braunschweiger Nationaltheater, damals unter der Leitung von Klingemann, engagiert. Nach stockendem Anfang ihrer Karriere übernahm sie kleinere und größere Rollen im Liebhaberinnenfach, bis ihr mit der Hauptrolle in Die Stumme von Portici der Durchbruch gelang und sie zum lokalen Bühnenstar des deutschen Lustspiels wurde. Sie gastierte danach erfolgreich in Städten wie Dresden, Hamburg, Hannover, Bremen, Magdeburg und Berlin.
1835 heiratete sie den Schauspieler Eduard Schütz, der 1829, bei der Uraufführung des Faust in Braunschweig, die Hauptrolle gespielt hatte. Sie selbst galt als das beste Gretchen ihrer Zeit. Im Jahre 1850 starb sie an der Cholera.

## Repertoire
- Suschen in der Bräutigam aus Mexiko von Heinrich Clauren
- Mirandolina von Carlo Goldoni
- Yelva in Yelva, die russische Waise von Eugène Scribe
- Königin von 16 Jahren von Jean-François Bayard
- Goldschmieds Töchterlein von Carl Loewe
- Margarethe in Die Hagestolzen von August Wilhelm Iffland
- Gretchen in Faust von Johann Wolfgang von Goethe
- Anette in Der Kammerdiener  von Eugène Scribe
- Polyxena in Kunst und Natur von Albini (1777–1838)
- die Taubstumme (im Abbé de l’Eppee)
- Louise in Kabale und Liebe von Friedrich Schiller
- Pfeffer-Rösel oder die Frankfurter Messe von Charlotte Birch-Pfeiffer